# 안토노프 An-72
안토노프 An-72(NATO 코드명: Coaler)는 안토노프가 개발한 소련, 우크라이나의 수송기이다. STOL 수송기로 설계되었으며 안토노프 An-26의 대체품으로 제작되었다. 파생형은 상업용 화물 수송기로 큰 성공을 거두었다.

## 제원
- 승무원: 5 명
- 수용력: 최대 52 명의 승객 또는 10 톤의 화물
- 길이: 28.07 m (92 ft 1 in)
- 날개 길이: 31.89 m (104 ft 7½ in)
- 높이: 8.65 m (28 피트 4½ 인치)
- 날개 면적: 98.62 m2 (1,062 ft2)
- 자체 중량: 19,050 kg (42,000 lb)
- 전체 중량: 34,500 kg (76,058 lb)
- 동력 장치: 2 × Lotarev D-36 시리즈 1A, 각각 63.9 kN (14,330 lbf) 추력
- 최대 속도: 700 km / h (435 mph)
- 순항 속도: 550 ~ 600km / h (342 / 373mph)
- 항속 거리: 4,325 km (2,688 마일)

## 같이 보기
- 안토노프 An-71
- 안토노프 An-74
- 안토노프 An-148
- 항공기 목록